# Vela ligera

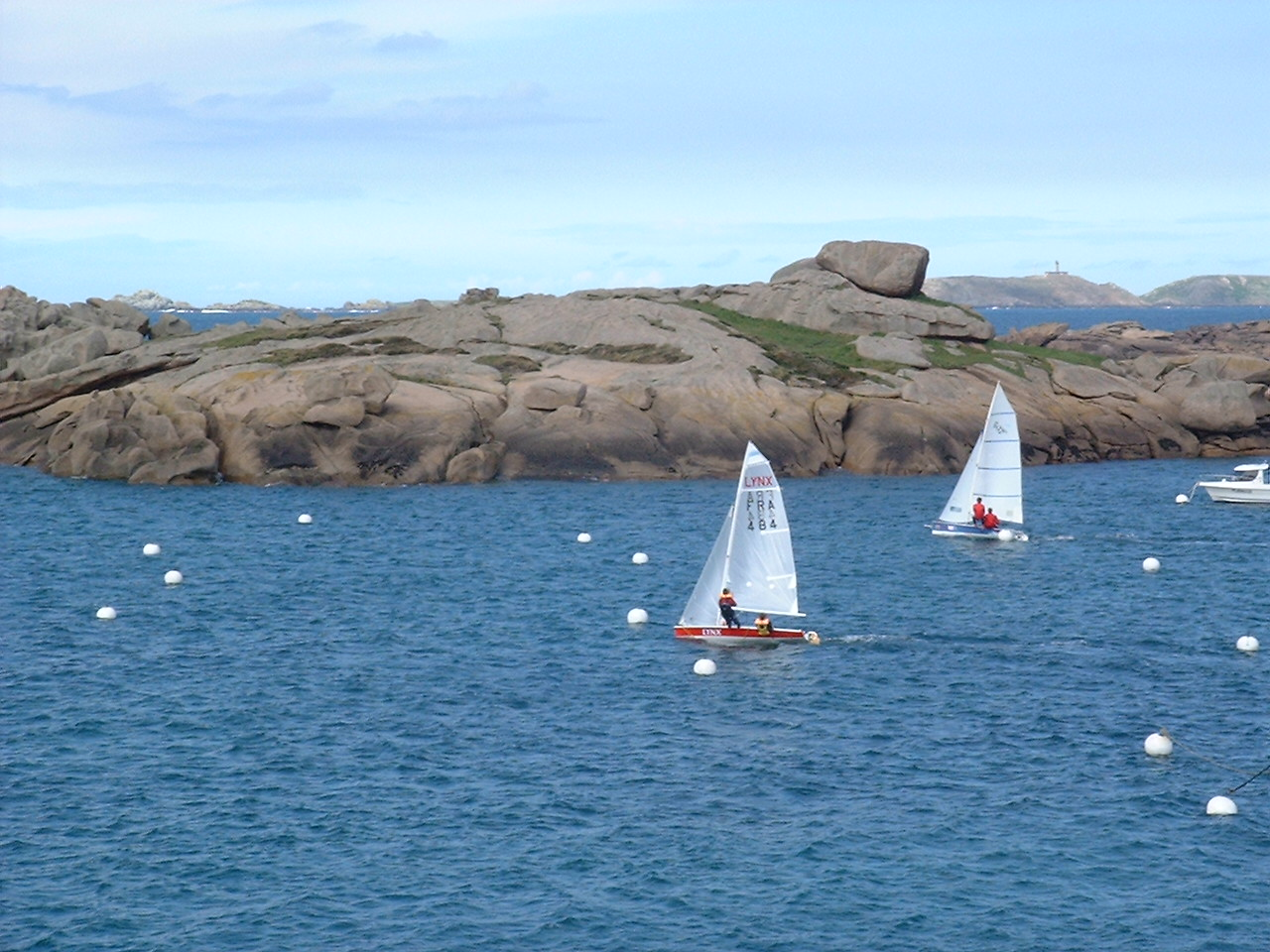
Embarcaciones de vela ligera

Vela ligera es el tipo de navegación que se realiza con veleros que son varados en tierra antes y después de la navegación, que no disponen de propulsión a motor de ningún tipo, y que regatean cerca de la costa.
La competición en este tipo de embarcaciones esta supervisada por la Federación Internacional de Vela (ISAF), a través de las diferentes federaciones nacionales que componen este órgano regulador, que fue fundado en octubre de 1907 con el nombre de International Yacht Racing Union (IYRU). El cambio de nombre, de IYRU a ISAF, se produjo el 5 de agosto de 1996. 
El Comité Olímpico Internacional reconoce a la ISAF como la máxima autoridad en este deporte, por lo que la vela olímpica, que es una parte de la vela ligera, también depende de este organismo.

## Clases de embarcaciones
Las embarcaciones de vela ligera suelen ser monotipos de diferentes clases. Las clases más conocidas son las clases olímpicas. En los Juegos Olímpicos de Río de Janeiro 2016, fueron olímpicas las siguientes clases:
- 470 masculino y femenino
- RS:X masculino y femenino
- Laser masculino
- Laser Radial femenino
- 49er masculino
- 49er FX femenino
- Finn masculino
- Nacra 17 mixto

Otras clases, que fueron olímpicas con anterioridad, o que mantienen un elevado número de flotas, son más populares entre los navegantes que las propias clases olímpicas, debido a que hay mayor igualdad entre sus regatistas, y el material suele ser más asequible económicamente. Las más destacadas entre éstas son:
- Cadete
- Dragon
- Europa
- L'Equipe
- Optimist
- Patín a vela
- Raquero
- Snipe
- Star
- Sunfish
- Vaurien